# Dunkelsteinerwald (município)
Dunkelsteinerwald é um município rural do distrito de Melk na Baixa Áustria.

## Geografia
O Município ocupa uma área de 54,19 km².
46,73% da superfície são arborizados.

## População
O município tinha 2289 habitantes no fim de 2005. (1991:2025 ;1981:1941)

## Política
O burgomestre do município é Franz Penz.

### Câmara Municipial
- ÖVP 15

- SPÖ 5

- Die Grünen 1